# Cathy Podewell
Cathy Podewell, née le 26 janvier 1964 à Evanston dans l'État de l'Illinois, est une actrice américaine.

## Biographie
Elle a joué dans Dallas de 1988 à 1991, le rôle de Cally Harper Ewing la seconde femme de J.R. Ewing (Larry Hagman). Elle reprend le rôle en 2013 dans le nouveau Dallas.

## Filmographie

### Cinéma
- 1988 : La Nuit des Démons (Night of the Demons) de Kevin Tenney : Judy Cassidy
- 1989 : L'héritier de Beverly Hills (en) (Beverly Hills Brats) de Jim Sotos (en) : Tiffany
- 2014 : Unmatched (court métrage) de Bella King : Mother
- 2016 : Be Here Now (court métrage) de Rya E'met : Mother
- 2021 : Reunion from Hell : Laurel Conner
- 2022 : The People in the Trees : Kim Stiles
- 2023 : Rose in Paradise : Bonnie Thomas
- 2023 : Shadows Over Sulphur Falls : Mary Thatcher

### Télévision

#### Séries télévisées
- 1988 : Valerie : Courtney (saison 3, épisode 17)
- 1988 : Quoi de neuf docteur ? (Growing Pains) : Lydia Shayne (saison 3, épisode 19 et 20)
- 1991 : Le Cavalier solitaire (Paradise) : Laura (saison 3, épisode 3)
- 1988-1991 : Dallas : Cally Harper Ewing (70 épisodes)
- 1991 : Arabesque (Murder, She Wrote) : Beth Dawson (saison 8, épisode 3)
- 1993 : Beverly Hills 90210 : Ginger O'Hara/Marla Crawford (saison 3, épisode 26)
- 1995 : Walker, Texas Ranger : Audrey 'Candy Delight' Forrester (saison 3, épisode 17)
- 2013 : Dallas : Cally Harper (saison 2, épisode 8)
- 2022 : A Cry for Help: The Stacy Langenkamp Story (mini-série) : Debbie

#### Téléfilm
- 1991 : Le paradis d'angela (Earth Angel) de Joe Napolitano : Angela